# Fossa regia
Fossa Regia es la delimitación entre el territorio romano-africano ganado a los cartagineses con el resto del territorio del Reino de Numidia en torno al siglo IV a. C.

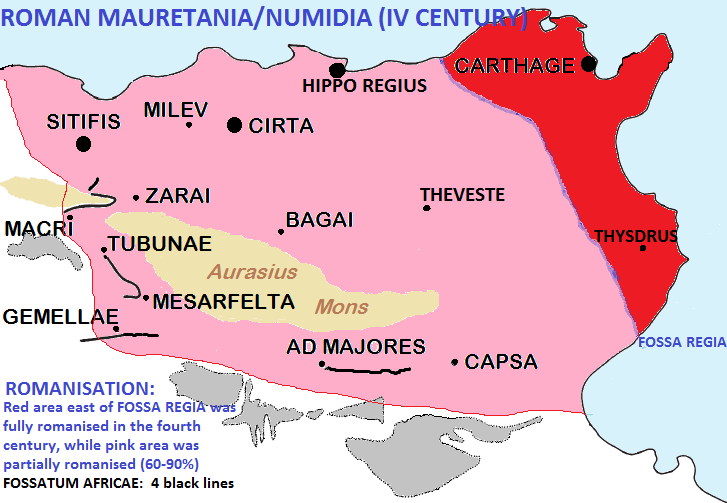
La Fossa regia marcó la frontera entre la provincia romana original de África y Numidia.

## Historia
El  sentido  de  la  Fossa  Regia fue la  construcción  de  una  estructura defensiva con función de demarcación del territorio debido a la amenaza que suponía el Reino  Númida,  del  que Roma temía  que  pudiera  convertirse  en  una  potencia terrestre, amenazando las rutas de comercio con África, la movilidad, y también la propia seguridad del Sur de la península itálica. Por tanto, la función de la Fossa Regia sería la delimitación entre el territorio romano-africano ganado a los cartagineses, con el resto del territorio del Reino de Numidia. 
Dos  siglos  después,  en  el  año  46  d. C.,  con  la  desaparición  del  Reino  de  Numidia,  esta antigua  frontera  servirá  como  límite  entre  las  dos  provincias  romanas;  el  África  Vetus  (al Este),y  el  África  Nova  (al  Oeste).  Es  Plinio el Viejo  quien,  en  el  Libro  V  de  su  historia natural,  menciona  y  define  más  claramente  la  naturaleza  y  el  papel  de  la  Fossa  Regia (Plinio  el  Viejo,  Hist.  nat,  V,  25)."La  parte  del  continente  que  hemos  llamado  África  está dividida en dos provincias, la Vieja y la Nueva, separadas por una zanja que fue trazada, tras un acuerdo entre el segundo africano y los reyes, a Thenae...... ».(CIL.,  VII,  25967;  ILS,  5955):  "los  límites  entre  la  Nueva  y  la  Vieja  Provincias  fueron trazados por donde pasó la Fossa Regia (el foso real)....".Aunque  las  mencionadas  provincias  romanas  fueron  unidas  en  el  llamado  periodo  del África Proconsular en el año 47 d. C., la demarcación de la fosa se mantuvo hasta el año 74 d. C. bajo el mando de Vespasiano.
La línea indica desde el punto de partida y de llegada de esta frontera. En la costa norte de la antigua África, ésta correspondía al río Tusca: Tusca fluvius Numidiae finito (Plinio el Viejo, V, 22). El otro extremo de la Fossa Regia terminó en Thaenae (Hr Thina), a unos 10 km al sur de Sfax (Taphrura) (Plinio el Viejo, V, 25)